# Grądek (Frombork)
Grądek (deutsch Grundhof) war ein Ort in der polnischen Woiwodschaft Ermland-Masuren. Seine Ortsstelle befindet sich im Gebiet der Stadt-und-Land-Gemeinde Frombork (Frauenburg) im Powiat Braniewski (Kreis Braunsberg).
Die Ortsstelle von Grądek liegt im Nordwesten der Woiwodschaft Ermland-Masuren, elf Kilometer südwestlich der Kreisstadt Braniewo (Braunsberg).
Der seinerzeit Grundhof genannte Ort bestand lediglich aus zwei kleinen Gehöften. Er war ein Vorwerk des Gutes Dom Frauenburg im ostpreußischen Kreis Braunsberg und zählte im Jahre 1910 zehn Einwohner. Mit der Eingliederung von Dom Frauenburg in die  Stadt Frauenburg wurde Grundhof 1928 ein Wohnplatz eben dieser Stadt.
Im Zuge der Abtretung des gesamten südlichen Ostpreußen 1945 in Kriegsfolge an Polen erhielt Grundhof die polnische Namensform „Grądek“ und gehört heute zur Gmina Frombork (Stadt-und-Land-Gemeinde Frauenburg) im Powiat Braniewski (Kreis Braunsberg) in der Woiwodschaft Ermland-Masuren. Der Ort wird heute nicht mehr genannt, ist wohl in der Stadt Frombork aufgegangen. Er gilt heute als untergegangen.
Kirchlich war Grundhof bis 1945 in die römisch-katholische Pfarrkirche Frauenburg im damaligen Bistum Ermland eingegliedert und gehörte außerdem zur evangelischen Kirche Frauenburg in der Kirchenprovinz Ostpreußen der Kirche der Altpreußischen Union.
Die heute nicht mehr erkennbare Ortsstelle Grądeks liegt östlich der Straße von Frombork nach Krzywiec (Dittersdorf) zwischen Ronin (Rahnenfeld) und Nowiny (Neufeld). Seinerzeit war die Stadt Frombork mit dem Bahnhof an der Haffuferbahn Elbing–Braunsberg die nächste Bahnstation.